# Toril
Toril é um município da Espanha na comarca de Campo Arañuelo, província
de Cáceres, comunidade autónoma da Estremadura. Tem 149,8 km² de área e em 2021 tinha 155 habitantes (densidade: 1 hab./km²). Faz parte da Mancomunidade de Campo Arañuelo.

## Demografia
| Variação demográfica do município entre 1991 e 2004 [carece de fontes?] | Variação demográfica do município entre 1991 e 2004 [carece de fontes?] | Variação demográfica do município entre 1991 e 2004 [carece de fontes?] | Variação demográfica do município entre 1991 e 2004 [carece de fontes?] |
| ----------------------------------------------------------------------- | ----------------------------------------------------------------------- | ----------------------------------------------------------------------- | ----------------------------------------------------------------------- |
| 1991                                                                    | 1996                                                                    | 2001                                                                    | 2004                                                                    |
| 183                                                                     | 213                                                                     | 184                                                                     | 222                                                                     |